# Santa Marta Fabril S.A.
Santa Marta Fabril S.A. é uma minissérie brasileira produzida e exibida pela Rede Manchete entre 21 de novembro e 29 de dezembro de 1984. Baseada na peça teatral homônima de Abílio Pereira de Almeida, foi escrita e dirigida por Geraldo Vietri. Sucesso de público e crítica, venceu o Prêmio APCA de Melhor Minissérie e Melhor Atriz com Nathalia Timberg.
Conta com Nathalia Timberg, Paulo Ramos, Lúcia Veríssimo, Leonardo Villar, Ana Rosa, Sônia Clara, Tetê Medina e Adriano Reys nos papéis principais.

## Enredo
Santa Marta Fabril, fábrica de tecidos fundada pela poderosa Marta Lopes Aguiar, enfrenta uma grave crise com a ascensão de Cláudio, marido de Martinha, neta da empresária, que comprou 50% nas ações e tem tomado decisões desastrosas. Com a ajuda de Dr. Fernando, seu amor de juventude, e das três filhas – Norma, Júlia e Vera – Marta tenta salvar a fábrica e encontrar uma forma de afastar Cláudio da presidência.

## Elenco
| Ator                 | Personagem                   |
| -------------------- | ---------------------------- |
| Nathalia Timberg     | Marta Lopes Aguiar           |
| Paulo Ramos          | Cláudio Assunção             |
| Lúcia Veríssimo      | Martinha Lopes Aguiar Castro |
| Leonardo Villar      | Dr. Fernando                 |
| Ana Rosa             | Norma Lopes Aguiar Castro    |
| Sônia Clara          | Júlia Lopes Aguiar Prado     |
| Tetê Medina          | Vera Lopes Aguiar Moura      |
| Adriano Reys         | Clóvis Castro                |
| Ewerton de Castro    | Orlando Prado                |
| Jonas Bloch          | Tonico Moura                 |
| Roberto Orozco       | Genaro                       |
| Joséphine Hélene     | Somália                      |
| Ênio Santos          | Adalberto                    |
| Ana Beatriz Nogueira | Fabiana Lopes Aguiar Moura   |
| Mateus Carrieri      | André Lopes Aguiar Moura     |
| Fernando Eiras       | Gustavo Lopes Aguiar Prado   |
| Sura Berditchevsky   | Estelinha Lopes Aguiar Prado |

### Participações especiais
| Ator              | Personagem |
| ----------------- | ---------- |
| Buza Ferraz       |            |
| Daniel Barcellos  |            |
| Paulo Pinheiro    |            |
| Ângela Figueiredo |            |
| Danton Jardim     |            |

1. ↑  «Santa Marta Fabril S.A.». Teledramaturgia. Consultado em 29 de outubro de 2017